# هاياتو أوكاناكا
هاياتو أوكاناكا (باليابانية: 岡中 勇人) (26 سبتمبر 1968 في هيروشيما في اليابان – )؛ هو لاعب كرة قدم ياباني سابق كان يلعب كحارس مرمى.

## وصلات خارجية
- هاياتو أوكاناكا على موقع رابطة كرة القدم اليابانية للمحترفين (اليابانية)
- هاياتو أوكاناكا على موقع قاعدة بيانات كرة القدم.إي يو (الإنجليزية)
- هاياتو أوكاناكا على موقع عالم كرة القدم.نت (الإنجليزية)